# Staubecken Kozłowa Góra
Kozłowa Góra (auch Jezioro Świerklaniec) ist ein Staubecken am Nordrand der Oberschlesischen Platte in der Woiwodschaft Schlesien, Polen. In vielen Karten wird das Staubecken als Jezioro Świerklaniec (dt. Świerklaniec See) bezeichnet.

## Geographie
Der Name des Sees leitet sich von Kozłowa Góra einem Stadtteil von Piekary Śląskie ab, das am Südende des Sees liegt. Dort befindet sich auch die Staumauer. Der Ablauf befindet sich auf dem Gebiet der Gmina Bobrowniki. Westlich des Sees liegt die Gemeinde Świerklaniec und nördlich und östlich die Ortsteile Niezdara und Ossy der Gemeinde Ożarowice. Das Staubecken entstand durch Aufstauen des Flusses Brynica.

## Geschichte
Das Staubecken wurde in den Jahren 1935 bis 1939 als Teil „Obszar Warowny Śląsk“ erbaut. Aufgrund der Wasserknappheit in Oberschlesien wurde das Staubecken 1948 bis 1951 in ein Trinkwasserreservoir umgebaut und eine Wasseraufbereitungsanlage in der Nähe errichtet.